# Østfinlands len
Østfinlands len (finsk: Itä-Suomen lääni, svensk: Östra Finlands län) var et finsk len fra 1997 til og med 2009. Lenet blev dannet ved lensreformen i 1997 ved sammenlægning af de tidligere Kuopio len, Mikkeli len og Nordkarelens len. Sammen med de øvrige fem len blev Østfinlands len nedlagt med udgangen af 2009.
Lenet omfattede et område på 48.727 km² og havde ved nedlæggelsen 569.832 indbyggere. Lensbestyrelsen var placeret i byen Mikkeli. Lenet omfattede følgende landskaber (svenske navne i parentes):
- Pohjois-Karjala (Norra Karelen)
- Pohjois-Savo (Norra Savolax)
- Etelä-Savo (Södra Savolax)

De største byer i Østfinlands len var:
- Kuopio, Joensuu, Mikkeli (S:t Michel), Savonlinna (Nyslott) og Varkaus.